# Porsche-Diesel A 133
Der Porsche-Diesel A 133 ist ein Traktor der Porsche-Diesel Motorenbau GmbH, die ihren Sitz in Friedrichshafen am Bodensee hatte und die Traktorenfertigung der Allgaier Werke von 1956 bis 1957 übernahm, wobei etwa 2.200 Exemplare des Traktorenmodells produziert wurden. Der Porsche-Diesel A 133 war das Vorgängermodell des Porsche-Diesel Super 308.
Der Porsche-Diesel-Traktor zeichnete sich durch seinen besonders leistungsfähigen Dreizylindermotor aus, während andere Traktorenmodelle noch mit einer Dampfmaschine betrieben wurden. Der luftgekühlte Motor des Porsche-Traktors war in Tunnelbauweise konzipiert und somit eine technische Innovation auf dem Traktorenmarkt. Der Dreizylinder Dieselmotor verfügte über 33 PS bei einer Nenndrehzahl von 2000/min. Zudem besaß der Motor drei Zapfwellen, von denen sich zwei im hinteren Bereich des Traktors befanden und die zur serienmäßigen Ausstattung gehörten. Der Porsche-Diesel A 133 wurde in zwei unterschiedlichen Versionen hergestellt. Dabei stellt der Radstand den größten Hauptunterschied dar. Je nach Modell wiesen diese eine Spurweite von 1290–1686 mm oder 1290–1776 mm auf. Somit waren die Modelle des A 133 zwischen 1592 und 2078 mm breit. Die Länge des Schleppers war jedoch bei beiden Versionen immer gleich.
Der Porsche-Diesel A 133 besaß insgesamt fünf Vorwärtsgänge, mit denen, je nach Bereifung des Hinterrades, Geschwindigkeiten von bis zu 28,7 km/h erzielt werden konnten. Des Weiteren verfügte der Porsche Schlepper über einen Rückwärtsgang und einen Kriechgang. Das Hinterrad diente mit einer Getriebezapfwelle und einer Wegzapfwelle zum Antrieb des Porsche-Schleppers. Darüber hinaus wurde die gesondert geschaltete Frontzapfwelle des Porsche-Diesel A 133 für das Mähwerk verwendet. Die Achslast betrug an der Vorderachse 600 kg und an der Hinterachse bis zu 1025 kg. Beide Hinterräder verfügen über Innenbackenbremsen und sind auch als Einzelradbremse bedienbar. Außerdem verfügte der Porsche-Traktor über einen modernen elektrischen Anlasser.